# الحوض

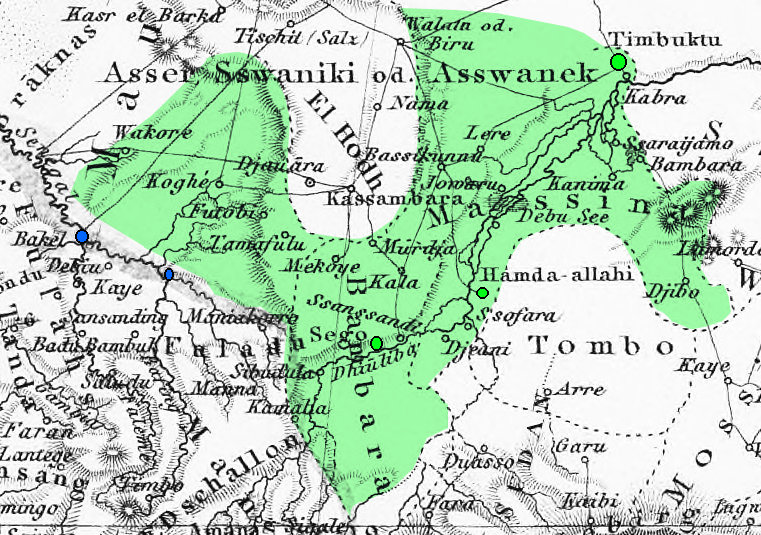
یک نقشه آلمانی در سال ۱۸۶۱ که الحوض اشغال‌نشده را در میان پادشاهی تکلور عمر بن سعید طعل نشان می‌دهد.

الحوض منط‌قه‌ای جغرافیایی در غرب آفریقا است. این منطقه که قبلاً به عنوان بخشی از سودان فرانسه (مالی کنونی) اداره می‌شد، در سال ۱۹۴۴، ظاهراً به میل فرماندار استعماری یعنی لاگرت، به موریتانی فرانسه واگذار شد. این انتقال همچنان پس از استقلال مالی با اعتراض مواجه بود.الحوض در قدیم بارورتر بود، اما اکنون عمدتاً به برهوتی بایر تبدیل شده‌است.
استان‌های حوض شرقی و حوض غربی موریتانی نام خود را از این منطقه گرفته‌اند.